# فن عصر النهضة

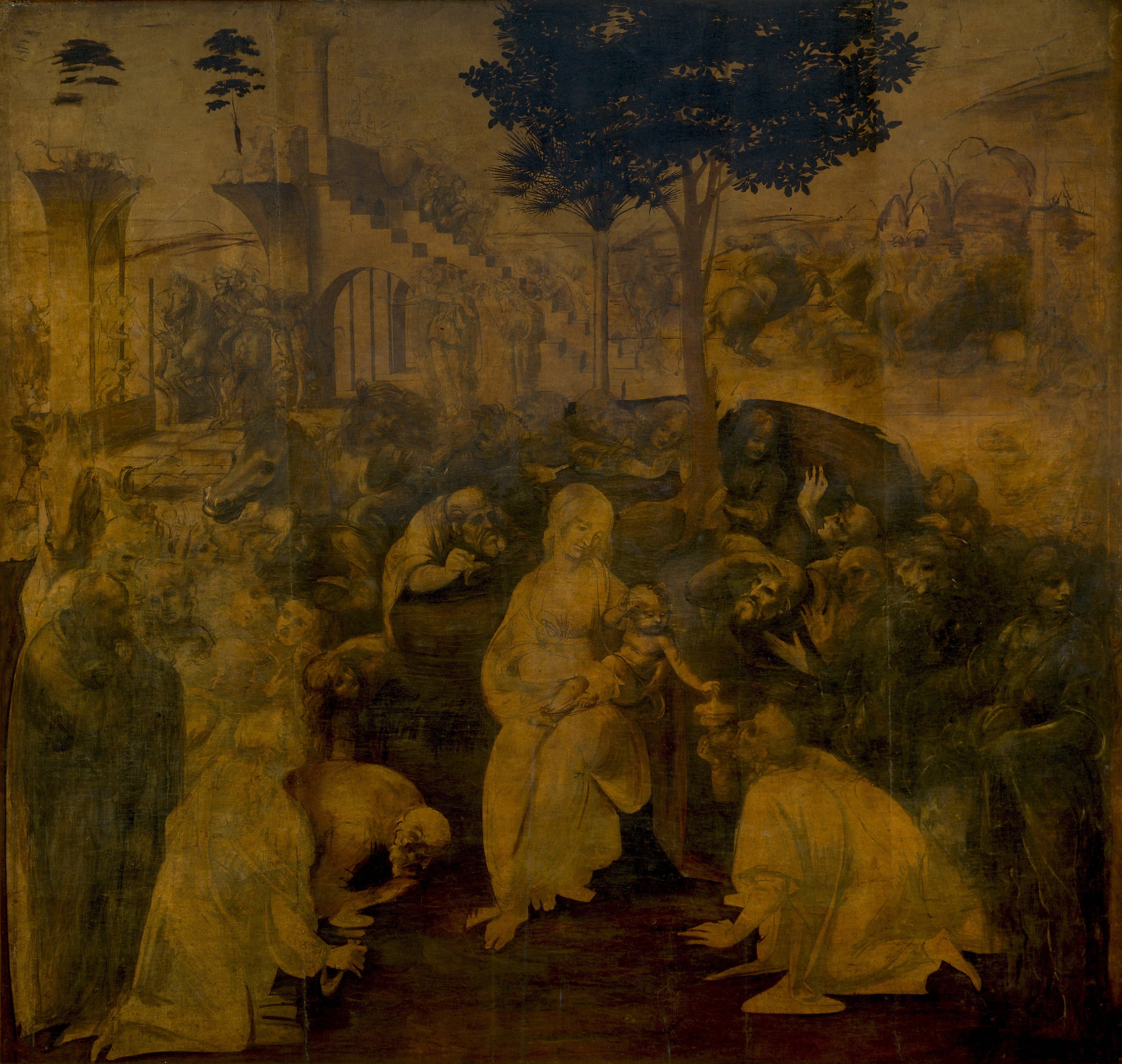
ليوناردو دافنشى -عبادة المجوس.1481

فن عصر النهضة يرمز للفن في الفترة ما بين القرنين الثالث عشر والرابع عشر، وهي فترة ميلاد نهضة رائعة؛ إذ حدد الفنانون معالم التطور في الفن الإيطالي. حيث أصبحت في هذه الآونة المدن الإيطالية ومنها: «فلورنسا» و«بيزا» و«سيينا» مراكز للثقافة الفنية في بداية عصر النهضة. ومع بزوغ فجر حضارة عصر النهضة تحولت مادة الحياة الطبيعية موضوعاً لملاحظة الفنانين الذين ساهموا في تقوية الاتجاهات الواقعية وفي اتباع الذوق في الفن المرتبط بالوجود الحقيقى؛ بدلاً من رسم الموضوعات «الميتافيزيقية» وبذلك استغنى فنان عصر النهضة عن الأساليب التي يغلب عليها «الصياغات الرمزية» و«التخطيطات الزخرفية». أما وقد تطورت «العلوم التجريبية» نجد الفنان يبحث عن طرق جديدة، تحقق الوحدة الزمانية والمكانية للموضوعات التي تصورالبشر الإنسانيين بعواطفهم الدافئة، في البيئة الطبيعية، وبروح درامية عميقة. ولقد نشأت في عصر النهضة الرغبة في إحياء الجمال المتجسد في نماذج الفن الرومانى القديم؛ ذلك الجمال الحسى «الأرضى»الذي من خلاله تكتسب الأشكال حساً وقواماً مادياً، وتشيع مع هذا الجمال عناصر الحيوية والحركة؛ بدلاً من الطابع «الإستاتيكى» الذي كان يميز جمالية فن العصور الوسطى. ومنذ القرن الخامس عشر، تركزت جمالية عصر النهضة حول قضايا «الانتظام والتعميم». ومن فنانى عصر النهضة «ليوناردو دافنشى» [1452-1519] الذي استخدم أسلوباً متميزا في التكوين يوحى بالعمق والشفافية؛ ومع «ليوناردو» انتقل فن التصوير من [المتفرد الحسى] إلى [المتنوع] وإلى [الزمانى]. وابتدع الفنان طريقة في التعبير عن الزمان؛ بتحديد مسلك الأجسام المصورة، وبتحديد القوى المؤثرة عليها؛ وهكذا يمكن ملاحظة كيف اقترب الفن في عصر النهضة من ذوق العصر، واستطاع «ليوناردو» بمقدرته تحويل الأصباغ في فن التصوير الزيتى إلى مادة «حية»، بفضل استخدامه البارع للضوء. ومن المعروف عن المعماريين والمصورين في عصر النهضة استفادتهم من القوانين الرياضية، ومن اكتشافات علم «المنظورالهندسى»؛ وقد طبق الرسامون «منظورا» [خطياً] يفترض نقطة موحدة للرؤية؛ فيمنح الصور إحساساً بالحركة في فراغ اللوحة ؛ويوحى بهيئة الأشخاص البعيدين في فراغ التكوين. وكذلك أظهر الفنان هنا براعة ودقة في تسجيل التفاصيل الدقيقة في الرسم. وتميزت عمارة عصر النهضة بالقوة والرقة؛ وبجمال طرزها الكلاسيكية الرصينة؛ وبواجهاتها البسيطة والمسطحة ؛وبتماثلاتها الوقورة والرائعة؛ والتي تخلو من أي غلو زخرفى. كما طبقت «النسب الإنسانية» على المبانى؛ كنموذج أمثل؛ حيث زود هذا المبدأ فنانى عصر النهضة بالرابطة بين الأساس العضوى والهندسى للجمال. وتجددت في مجال النحت في عصر النهضة طرق الأداء وأساليب التعبير؛ فظهرت التماثيل أكثر تناسقاً وأكثر جاذبية بخطوطها البسيطة ووضعيتها المتماسكة وبحركاتها الدرامية المؤثرة. وبعدما استقلت تلك «التماثيل» عن «العمارة» راعى الفنان في تنفيذها النسب التشريحية للأجسام التي طوعها للتعبير عن الطاقات المكبوتة. وطبقت الصيغ العددية المثالية والمعروفة بـ«القطاع الذهبى». هكذا تحول الفن في عصر النهضة إلى نوع من الكشف المنهجى للبعد والفضاء؛ بالقدر الذي أصبح معه هذا الفضاء يمثل تجربة إنسانية.
إن المؤثرات على تطور رجال عصر النهضة ونسائه في أوائل القرن الخامس عشر هي تلك التي أثرت أيضًا على الفلسفة والأدب والعمارة واللاهوت والعلوم والحكومة وغير ذلك من جوانب المجتمع. تعرض القائمة التالية ملخصًا، يُذكر بشكل مفصل أكثر في المقالات الرئيسة المذكورة أعلاه.
أصبحت النصوص الكلاسيكية، المفقودة أمام الباحثين الأوروبيين لعدة قرون، متاحة. وشملت الفلسفة، النثر، الشعر، الدراما، العلوم، أطروحة عن الفنون، وعلم اللاهوت المسيحي المبكر.
- في الوقت نفسه، تمكنت أوروبا من الوصول إلى الرياضيات المتقدمة التي ظهرت أصولها في أعمال العلماء المسلمين.
- عنى ظهور طباعة الحرف المتحرك في القرن الخامس عشر أن الأفكار يمكن نشرها بسهولة، وبذلك كُتب عدد متزايد من الكتب لعامة الناس.
- أدى إنشاء بنك ميديشي وما بعد ذلك من تجارة لجلب ثروة غير مسبوقة إلى مدينة إيطالية واحدة، وهي فلورنسا.
- وضع كوزيمو دي ميديشي معيارًا جديدًا لرعاية الفنون، لا يرتبط بالكنيسة أو الحكومة الملكية.
- تعني فلسفة النهضة الإنسانية أن علاقة الإنسان بالبشرية والكون والإله لم تعد حكرًا على الكنيسة.
- أدى الاهتمام المتجدد بالأدب الكلاسيكي إلى إجراء أول دراسة أثرية للآثار الرومانية الخاصة بالمعماري برونليسكي والنحات دوناتيلو. ألهم إحياء أسلوب العمارة القائم على السوابق الكلاسيكية نشوء كلاسيكية مقابلة في الرسم والنحت، تجلت في وقت باكر من عشرينيات القرن الخامس عشر في لوحات مازاتشو وأوتشيلو.
- أدى تحسين الطلاء الزيتي والتطورات في تقنية الرسم الزيتي من قبل فنانين هولنديين مثل روبرت كامبين وجان فان إيك وروجير فان دير وايدن وهوغو فان دير غوز إلى تبنيه في إيطاليا منذ عام 1475 تقريبًا وكان له تأثيرات دائمة على ممارسات الرسم، في جميع أنحاء العالم.
- شكل الوجود المذهل داخل منطقة فلورنسا في أوائل القرن الخامس عشر لبعض الأفراد من العباقرة الفنيين -بالأخص مازاتشيو وبرونليسكي وجبرتي وبييرو ديلا فرانتشيسكا ودوناتيلو وميتشيلوزو- روحًا أخلاقية نشأ منها سادة النهضة العليا، بالإضافة إلى دعم العديد من الفنانين الأصغر وتشجيعهم لتحقيق أعمال ذات جودة استثنائية.
- صُنع في مدينة البندقية تراث مماثل من الإنجازات الفنية بفضل عائلة بيليني الموهوبة، وأنسبائهم مانتينيا، وجورجوني، وتيتيان، وتينتوريتو، المؤثرين.[4][5][6]
- نُشرت أطروحتان من تأليف ليون باتيستا ألبيرتي، دي بيكتورا (عن الرسم)، 1435، ودي ري أديفيكاتوريا (عشر كتب عن الهندسة المعمارية)، 1452.

## لمحة تاريخية

### بدء النهضة في إيطاليا، 1280-1400
في إيطاليا في أواخر القرن الثالث عشر وأوائل القرن الرابع عشر، يُظهر تمثال نيكولا بيسانو وابنه جيوفاني بيسانو، اللذان يعملان في بيزا وسيينا وبيستويا، ميولًا كلاسيكية ملحوظة، مُتأثرين على الأرجح بمعرفتهم بالتابوت الروماني القديم. روائع أعمالهم هي منابر المعمودية وكاتدرائية بيزا.
بالتزامن مع جيوفاني بيسانو، طوّر الرسام الفلورنسي جوتو أسلوبًا للرسم التصويري الذي لم يسبق له مثيل من الناحية الطبيعية، ثلاثي الأبعاد، نابض بالحياة وكلاسيكي، بالمقارنة مع معاصريه ومعلمه سيمابو. اعتبر جيورجيو فاساري، كاتب السيرة للقرن السادس عشر، جيوتو -الذي يُعد من أعظم أعماله دورة حياة المسيح في ساحة الكنيسة الصغيرة في بادوفا- أنه «ينقذ الفن ويرممه» من «الطراز البيزنطي الخام غير الناضج والتقليدي» السائد في إيطاليا في القرن الثالث عشر.